# Lairet
Pour les articles homonymes, voir Lairet (homonymie).
Lairet est un des 35 quartiers de la ville de Québec, et un des neuf qui sont situés dans l'arrondissement La Cité–Limoilou. 

## Origine du nom
Le nom fait référence à la rivière Lairet qui prend sa source à la limite sud de Charlesbourg. 
Quant à la rivière, l'origine du nom est méconnue, mais certains ont avancé que Lairet serait le nom d'un des premiers résidents de Charlesbourg tandis que d'autres prétendent que cet hydronyme serait la déformation de « Loiret », un tributaire de la Loire en France.

## Portrait du quartier
Le quartier Lairet est le secteur le plus au nord de l'arrondissement La Cité–Limoilou. Immédiatement au sud de l'arrondissement Charlesbourg, c'est un quartier à vocation principalement résidentielle avec cependant des concentrations à vocation commerciale, le long de la 1re Avenue, récréative avec ExpoCité et industrielle avec la zone industrielle du Colisée. Le développement de ce quartier s'est principalement fait dans les années 1940 et 1950, ce qui en fait un secteur dont la population est maintenant vieillissante.
Au conseil municipal de Québec, le quartier est représenté par les districts de Maizerets-Lairet et Limoilou.

### Artères principales
- 1re avenue
- Avenue du Colisée
- Boulevard Wilfrid-Hamel / avenue Eugène-Lamontagne / 18e rue (route 138)
- Autoroute Laurentienne (autoroute 973)

### Parcs, espaces verts et loisirs
- Parc Lairet
- Site d'ExpoCité
  - Colisée Pepsi
  - Pavillon Guy-Lafleur
  - Centre Vidéotron
  - Centre de foires

### Édifices religieux
- Église Sainte Odile[1] (1963, démolie en 2007 à cause de la présence d'une grande quantité d'amiante[2])
- Église Saint-Albert-le-Grand[3] (1952, complétée 1962)
- Église Sainte-Claire-d'Assise[4] (1951, fermée au début des années 2000, mais le presbytère abritait une maison d'hébergement[2]). Démolie en 2021.
- Église Saint-Paul-Apôtre[5] (1960, transformée en logements subventionnés en 2007[6])

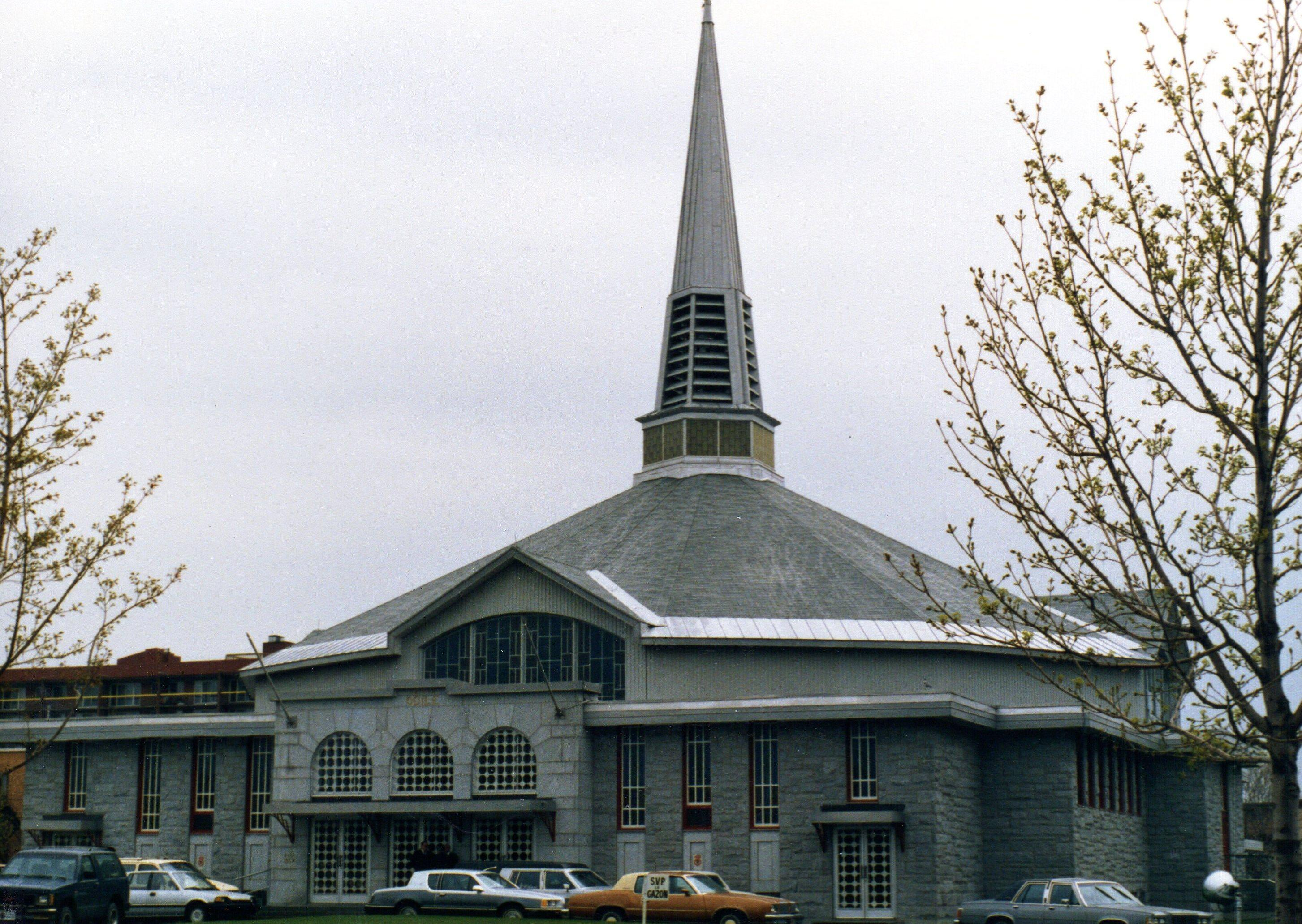
L'église Sainte-Odile
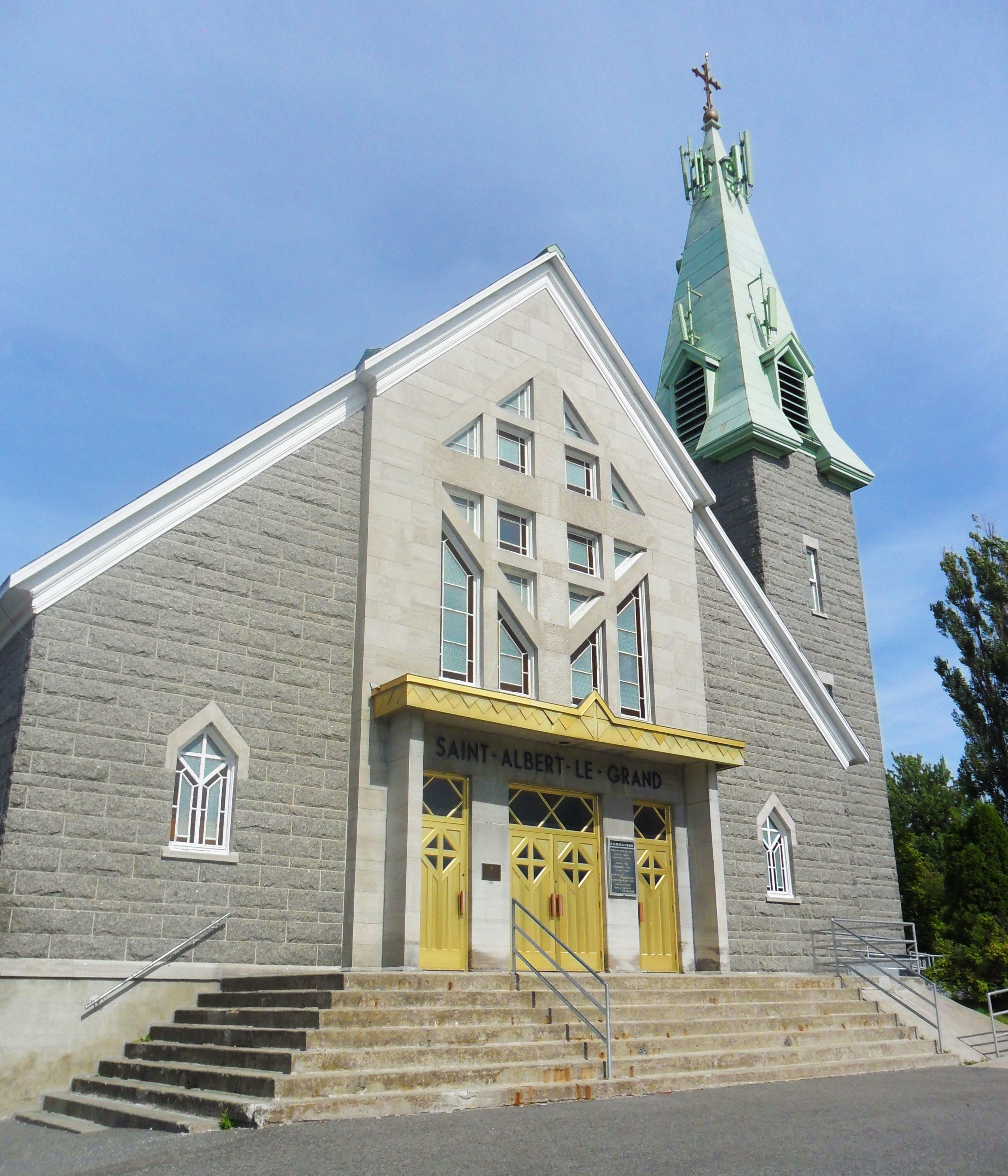
L'église Saint-Albert-le-Grand
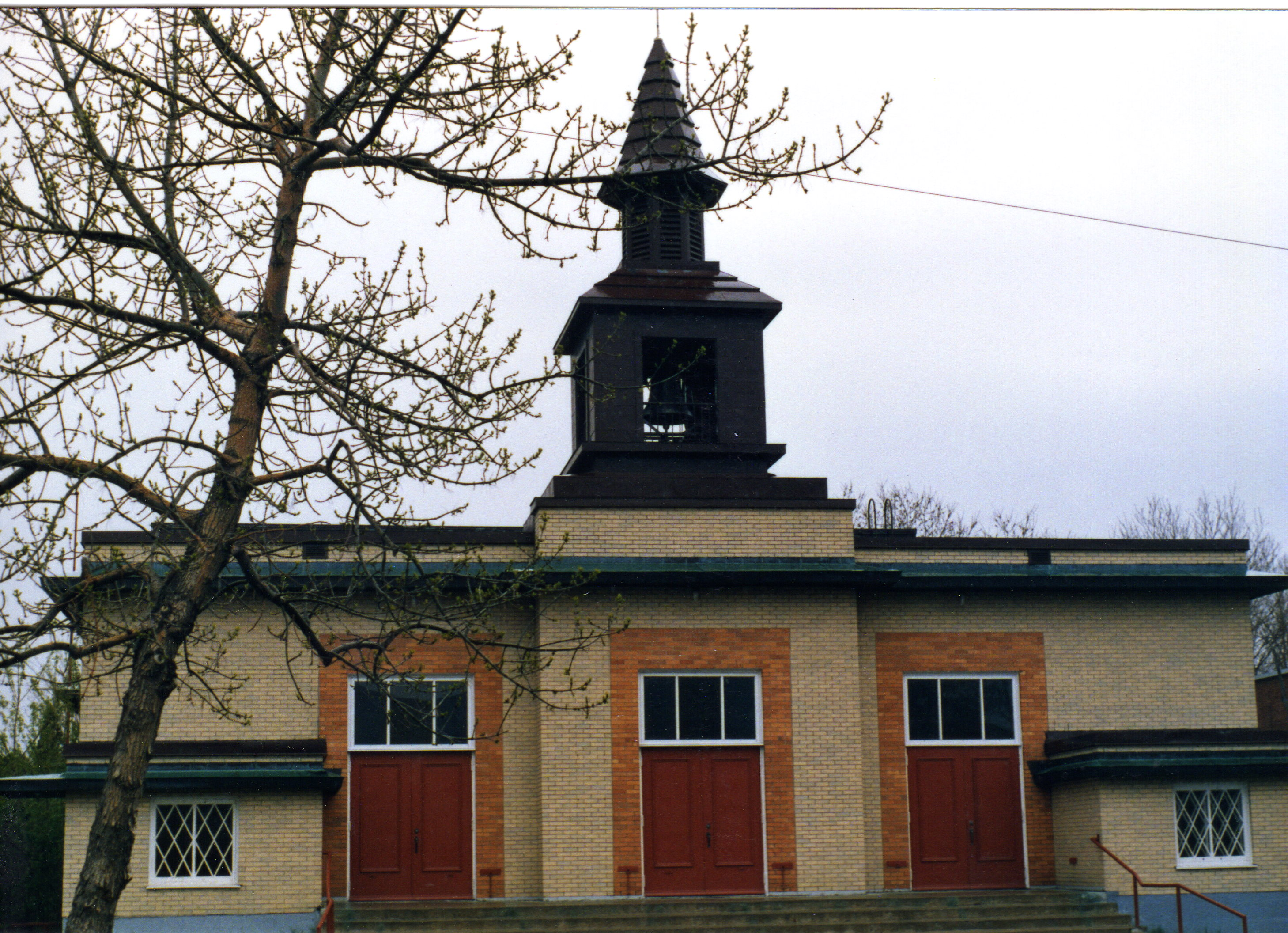
L'église Sainte-Claire-d'Assise
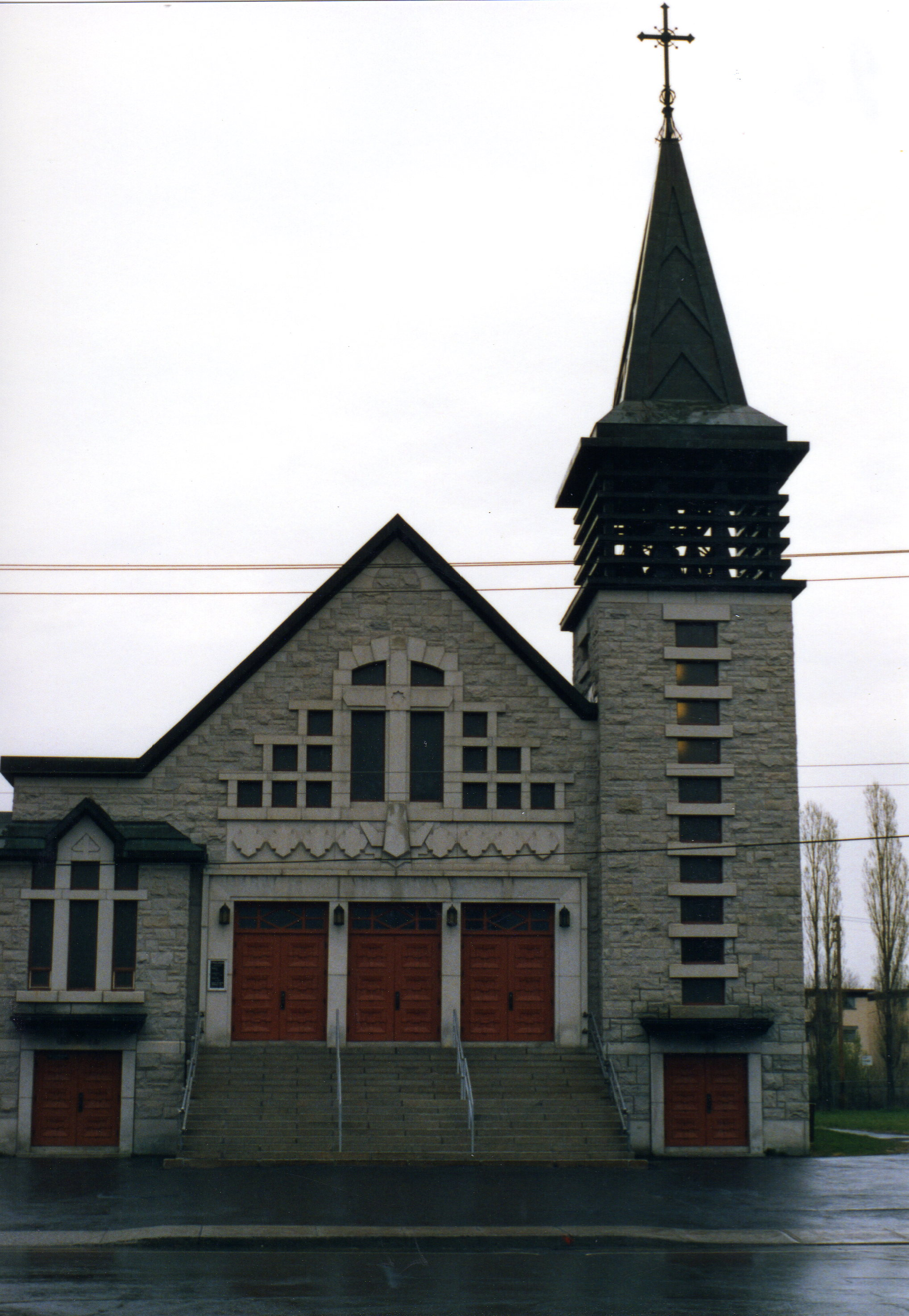
L'église Saint-Paul-Apôtre

### Commerces et entreprises
- Zone industrielle du Colisée
  - Ateliers du Carnaval de Québec
  - Grand Marché de Québec

### Lieux d'enseignement
- Commission scolaire de la Capitale
  - École primaire Saint-Albert-le-Grand
  - École primaire Sainte-Odile
  - École primaire Saint-Paul-Apôtre
  - École régionale des Quatre-Saisons (primaire et secondaire, clientèle en adaptation scolaire et en éducation spécialisée)
  - Centre de formation professionnelle de Limoilou

## Démographie
Lors du recensement de 2016, le portrait démographique du quartier était le suivant :
- sa population représentait 14,7 % de celle de l'arrondissement et 3 % de celle de la ville.
- l'âge moyen était de 44,1 ans tandis que celui à l'échelle de la ville était de 43,2 ans.
- 18,8 % des habitants étaient propriétaires et 81,2 % locataires.
- Taux d'activité de 60,7 % et taux de chômage de 7 %.
- Revenu moyen brut des 15 ans et plus : 32 355 $.

| 1996   | 2001   | 2006   | 2011   | 2016   | 2021   |
| ------ | ------ | ------ | ------ | ------ | ------ |
| 16 255 | 16 170 | 16 185 | 16 195 | 15 865 | 15 600 |